# スペンサー・ブレスリン
スペンサー・ブレスリン（Spencer Breslin、1992年5月18日 - ）は、アメリカ合衆国の俳優・音楽家。

## 人物
ニューヨーク市にて、個人マネージャーKimとテレコミュニケーションの専門家 Michael Breslinの子として生まれる 。妹にアビゲイル・ブレスリン (1996年生)、兄にライアン・ブレスリン(1985年生)がいる。
『キッド』、『サンタクロース・リターンズ! クリスマス危機一髪』、『ハットしてキャット』、『もしも願いが叶うなら』、『キャプテン・ズーム』といった作品に出演してきた。2006年11月3日に公開された『サンタクローズ3/クリスマス大決戦!』では、前作に引き続きカーティス役を務め、妹のアビゲイルもこの映画に出演した。
声優として『ティーモ・シュプリーモ』、『ピーター・パン2 ネバーランドの秘密』などといった作品にも出てきた。
2004年彼と妹のアビゲイル・ブレスリンは、『プリティ・ヘレン』で兄妹役を演じることになり、同年『プリティ・プリンセス2/ロイヤル・ウェディング』でも、スペンサーが王子役で、アビゲイルが孤児役をつとめた。2007年夏、『13歳のハゲ男』の共演者エヴァン・デイブスと音楽家 Paul DeMasiによるオルタナティブ・ロックトリオ The Dregsのサポートメンバーになった。同年7月7日、Live EarthのAmerican leg司会も務めた。
近年、James William Hindleプロデュース・ギャリー・オルソン(レディバグ・トランジスター)レコーディングによるデビューアルバムを収録し終えたところだという。
現在はニューヨーク市に家族と共に暮らしており、仕事の度にロサンゼルスに来ている。

## 出演作品
- BONES Bones (2009)：Clinton Gilmore
- Dear Eleanor (2009)
- 13歳のハゲ男 Harold (2008) ハロルド
- ハプニング The Happening (2008) - ジョシュ
- キャプテン・ズーム  Zoom (2006) - Tucker Williams / Mega-Boy
- サンタクローズ3/クリスマス大決戦! The Santa Clause 3: The Escape Clause (2006) - カーティス
- シャギー・ドッグ The Shaggy Dog (2006) - ジョッシュ・ダグラス
- Link Goes to New York (2005) (声)
- Ozzie (2004)
- プリティ・ヘレン Raising Helen (2004) -ヘンリー・デイヴィス
- プリティ・プリンセス2/ロイヤル・ウェディング The Princess Diaries 2: Royal Engagement (2004) - Prince Jacques
- ハットしてキャット The Cat in the Hat (2003) - コンラッド
- もしも願いが叶うなら You Wish! (2003) - Stevie Lansing / Terrence Russell McCormack
- サンタクロース・リターンズ! クリスマス危機一髪 The Santa Clause 2 (2002) - カーティス
- キッド Disney's The Kid (2000) - ラスティ
- ミート・ザ・ペアレンツ Meet the Parents (2000) -少年
- クリスマス・マジック プレゼントはお天気マシーン The Ultimate Christmas Present (2000) - Joey Thompson
- スティーブン・キングの 悪魔の嵐 STORM OF THE CENTURY(1999)

### テレビアニメ
- ティーモ・シュプリーモ

### OVA
- ピーター・パン2 ネバーランドの秘密 Return to Neverland (2002) - カビー